# Aulonocnemis nitidula
Aulonocnemis nitidula är en skalbaggsart som beskrevs av Yves Cambefort 1987. Aulonocnemis nitidula ingår i släktet Aulonocnemis och familjen Aulonocnemidae. Inga underarter finns listade.